# 跑馬地總站
跑馬地總站（英語：Happy Valley Terminus）是一個位於香港香港島灣仔區跑馬地黃泥涌道，屬於香港電車的電車總站。該站為灣仔區兩個電車總站之一，提供前往其他電車總站的電車路線服務。跑馬地總站的編號為5。

## 車站結構及設施

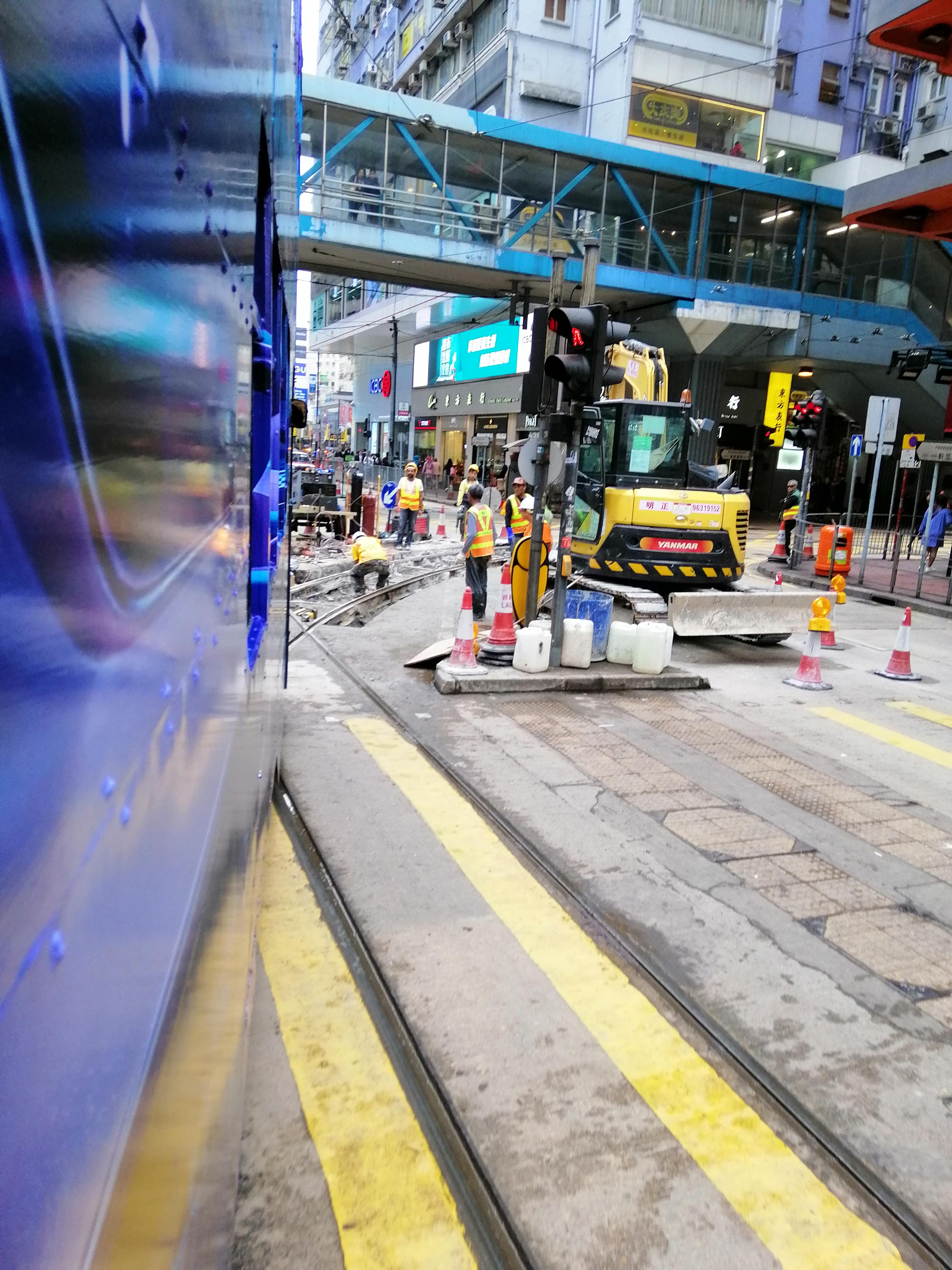
電車主線通往跑馬地支線

本站是唯一一個車站範圍及附近沒有設置迴圈的總站。本站設有2個上下車位置，使用分布如下：
- 近行人路：跑馬地→筲箕灣

- 近馬路：跑馬地→堅尼地城及跑馬地→石塘咀

## 歷史
1904年電車首次通車時，跑馬地已有所謂的「愉園」 （页面存档备份，存于）支線，當時是由從天樂里進入，經摩利臣山道及黃泥涌道至當時馬場看台附近（去程與現時回程大致相反），而相反方向則經霎西街及寶靈頓道返回主線。因此估計當時總站電車是採用「倒叮」方法掉頭。
1922年，前往跑馬地的電車改經禮頓道及東半部黃泥涌道前往總站，即順時針繞馬場一周，本總站成為非調頭總站。
1990年代，跑馬地電車總站增設了另一條側線，成為現時的兩個候車位置的佈局。